# الكرز (البسيط)
بلدية الكرز أو الكرس (بالإسبانية: Alcaraz) هي بلدية تقع في مقاطعة البسيط التابعة لمنطقة قشتالة والمنجى وسط إسبانيا.

## الديموغرافيا
بلغ عدد سكان بلدية الكرز 1.608 نسمة عام 2011 (وفقاً للمعهد الوطني الإسباني للإحصاء).
| 1.799 | 1.751 | 1.734 | 1.766 | 1.727 | 1.664 | 1.608 |

## أعلام
- أوليفا سابوكو